# Cộng hòa Nhân dân Xô viết Ukraina
Cộng hòa Nhân dân Xô viết Ukraina (1917–1918) là một nước cộng hòa Xô viết tồn tại ngắn ngủi thuộc Cộng hòa Xã hội chủ nghĩa Xô viết Liên bang Nga được tạo ra bởi tuyên bố của Đại hội đại biểu Xô viết Toàn Ukraina Kharkov với bài "Về quyền tự quyết của Ukraina" 25 tháng 12 [lịch cũ 12 tháng 12] năm 1917 trong tòa nhà Hội nghị Quý tộc ở Kharkov. Cộng hòa sau đó đã hợp nhất thành Cộng hòa Xô viết Ukraina và cuối cùng, bị chấm dứt, vì sự chấm dứt hỗ trợ từ chính phủ Cộng hòa Xã hội chủ nghĩa Xô viết Liên bang Nga khi Hòa ước Brest-Litovsk được ký kết.